# غلين فرانك
غلين فرانك (بالإنجليزية: Glenn Frank)‏ هو صحفي أمريكي، ولد في 1 أكتوبر 1887 في كوين في الولايات المتحدة، وتوفي في 15 سبتمبر 1940 في Greenleaf, Wisconsin ‏ في الولايات المتحدة بسبب حادث مرور.